# Erwin Bowien
Erwin Johannes Bowien (n. 3 septembrie 1899, Mülheim an der Ruhr, Germania – d. 3 decembrie 1972, Weil am Rhein, Republica Federală Germania) a fost un pictor și autor german.

## Biografie
Bowien s-a născut într-o familie de ingineri constructori⁠(d) din Prusia de Est. Mama sa provenea, de asemenea, din acea regiune și era descendentă a unei familii care se stabilise în Prusia de Est în secolul al XVIII-lea.
Bowien a urmat școala la Berlin, a frecventat un gimnaziu și a studiat la „École professionnelle” din Neuchâtel (Elveția). După Primul Război Mondial, a studiat la Academia de Artă din München Art Academy, Academia de Artă din Dresda și Academia de Artă din Berlin. Ulterior, și-a continuat formarea autodidact timp de patru ani și a susținut prelegeri despre istoria artei la Volkshochschule din Solingen⁠(d).

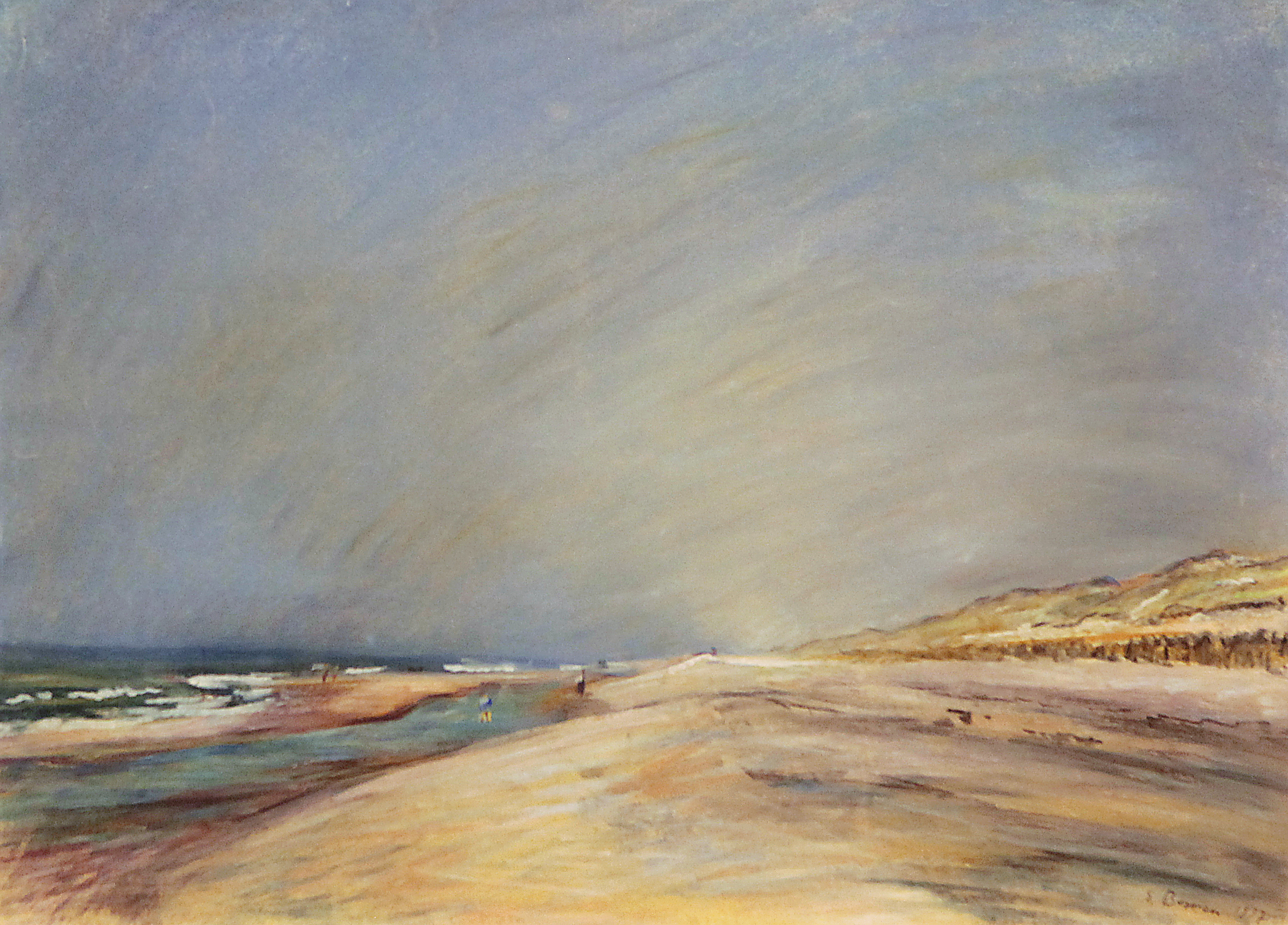
Catalog de lucrări 1141 - Coasta olandeză, Plajă în Egmond vara, 1937

După venirea la putere a naziștilor, Bowien, care era un opozant al regimului, a plecat în Țările de Jos. Între 1933 și 1942, a trăit ca artist independent în Egmond aan den Hoef⁠(d), în provincia Olanda de Nord, în fosta casă a filosofului René Descartes. Când s-a născut Princess Beatrix în 1938, Bowien a avut ideea de a picta copiii din Egmond aan den Hoef care s-au născut în acel an. Picturile au fost ulterior transferate de municipalitatea din Egmond în Arhivele Casei Regale.
Bowien a organizat expoziții cu lucrările sale la Haga, Hoorn, Alkmaar și Schoorl⁠(d). S-a remarcat ca pictor și desenator în pastel al peisajelor, vederilor marine și dunelor de nisip.
După ocuparea Țărilor de Jos de către Germania nazistă, Bowien a fost arestat și închis timp de trei zile. A primit informații din Germania conform cărora colegii săi erau dispuși să îl ascundă. A acceptat oferta și s-a refugiat într-un mic sat din Bavaria, unde a rămas nedetectat de autorități până la sfârșitul războiului. După al Doilea Război Mondial, a vizitat Norvegia, Elveția și alte țări. Expoziții cu lucrările sale au fost organizate în numeroase orașe mari din Germania, dar și la Copenhaga și Paris, iar operele sale pot fi văzute în mai multe muzee.
Bowien a murit pe 3 decembrie 1972, în casa sa din Weil am Rhein. Pe 20 octombrie 1976, a fost fondată Asociația Prietenilor Erwin Bowien e.V. la German Blade Museum [de] în Sollingen.